# Pansharpening
A pansharpening egy képkorrekciós módszer. 
Segítségével alacsonyabb felbontású multispektrális („színes”) és nagyobb felbontású (de „fekete-fehér”) képek kombinálásával állítanak elő nagy felbontású színes képet. 
Ezt a technikát gyakran alkalmazzák műholdas képkészítés során; például a Google Maps is ezt az eljárást használja a képminőség javítására.

## Fordítás
- Ez a szócikk részben vagy egészben  a   Pansharpened image című angol Wikipédia-szócikk fordításán alapul.  Az eredeti cikk szerkesztőit annak laptörténete sorolja fel. Ez a jelzés csupán a megfogalmazás eredetét és a szerzői jogokat jelzi, nem szolgál a cikkben szereplő információk forrásmegjelöléseként.

## Külső hivatkozások
- eurimage.com: Pan-sharpening